# Csapody Tamás
Csapody Tamás (Sopron, 1960. június 11. –) magyar jogszociológus, bioetikus, hadtörténész. A politikatudományok kandidátusa (2000), a történelemtudományok doktora (2018).

## Életpályája
1978–1980 között adminisztrátor, fizikai munkás, újságkihodó volt; valamint az egyetemen a Prókátor című lap szerkesztője, a Bibó István Szakkollégium tagja volt. 1981–1986 között az Eötvös Loránd Tudományegyetem Jogtudományi Karának hallgatója volt. 1985–1989 között a Kelet-Nyugat Párbeszéd Hálózat Kör alapítótagja volt. 1986–1987 között a tündérhegyi pszichoszomatikus intézet segédápolójaként tevékenykedett. 1986–1989 között az Eötvös Loránd Tudományegyetem Bölcsészettudományi Karának szociológia-szociálpolitika szakos hallgatója volt. 1988-ban a „Negyedik Alapelv” Kezdeményezés alapító tagja volt. 1989–2000 között a Halálbüntetést Ellenzők Ligája alapító tagja volt. 1990–1991 között a Bibó István Szakkollégium nevelótanára, 1991–1992 között igazgatója volt. 1990–2001 között az Alba Kör – Erőszakmentes mozgalom a békéért alapítója és szóvívője volt. 1991–2004 között a Hadkötelezettséget Ellenzők Ligája szóvívője volt. 1992–1993 között tanulmányutat tett az USA-ban. 1993 óta a Semmelweis Egyetem Magatartástudományi Intézetében egyetemi tanársegéd, 2002-től egyetemi adjunktus, 2015-től egyetemi docens. 1999–2000 között a Balkán Békéjéért Mozgalom alapítója és szóvívője volt. 2000-ben és 2004-ben Svájcban volt tanulmányúton. 2002-ben és 2008-ban Franciaországba tett tanulmányutat. 2003–2004 között a Civilek a Békéért alapítója és szóvívője volt. 2007–2008 között, valamint 2012–2014 között Szerbiába tanulmányutat tett.

## Munkássága
Kutatási területe: az erőszak-erőszakmentesség, a civil társadalom, az alternatív mozgalmak, a passzív rezisztencia és az ember jogok. 1987-től az Eötvös József-alapítvány ösztöndíjasaként, majd 1989-től a Magyar Tudományos Akadémia Soros-alapítvány, 1993-tól a Magyar Tudományért Alapítvány támogatottjaként a katonaiszolgálat-megtagadás és a polgári szolgálat kérdéskörét kutatta. Bekapcsolódott a független békemozgalomba. 1995-ben a vajdasági erőszakmentes mozgalmakat kutatta. 2004-től az 1943-44. évi kat. és bori munkaszolgálatot kutatta.

## Családja
Szülei: Csapody István (1930–2002) botanikus és Priszinger Mária. 1989-ben házasságot kötött Salamon Erzsébettel.

## Művei
- Ámokfutás a NATO-ba (Vilt Lászlóval, 1997)
- Civil forgatókönyvek. Válogatott tanulmányok és publicisztikai írások 1983-2002 (2002)
- Ne az én nevemben! (2004)
- Bori munkaszolgálatosok. Fejezetek a bori munkaszolgálat történetéből (2011)
- Bortól Szombathelyig. Tanulmányok a bori munkaszolgálatról és a bori munaszolgálatosok részleges CD névlistája (2014)
- A cservenkai tömeggyilkosság (2015)

## Díjai
- Magyar Jogász Szövetség pályázatán 1. díj (1986)
- A miskolci dokumentumfilm szemle fődíja (az Útvesztő című film konzultánsa, 1987)
- Palócföld című folyóirat pályázatán 3. díj (1989)
- Valóság című folyóirat különdíj (1990)
- Bolyai János-ösztöndíj (1999–2002)
- Minőségi Újságírásért Alapítvány díja (2008)
- Radnóti Miklós antirasszista díj (2009)